# Аккуль-Бигеней
Аккуль-Бигеней (тат. Аккүл Бигәнәй) — деревня в Сабинском районе Татарстана. Входит в Сатышевское сельское поселение.

## Физико-географическая характеристика

### Географическое положение
Расположена на правом берегу реки Казкаш, в 13 км к югу от районного центра — посёлка городского типа Богатые Сабы, связана мостом с деревней Казанче-Бигеней (на левом берегу).
Высота над уровнем моря — 102 м.

## История
Основана в XVI веке. В XVIII — первой половине XIX века жители относились к сословию государственных крестьян. Занимались земледелием (в начале XX века земельный надел сельской общины составлял 850,3 десятины), разведением скота. 
В «Списке населенных мест по сведениям 1859 года», изданном в 1866 году, населённый пункт упомянут как казённая деревня Акул-Багана 1-го стана Мамадышского уезда Казанской губернии. Располагалась при речке Сабинке, по правую сторону Зюрейского торгового тракта, в 70 верстах от уездного города Мамадыша и в 49 верстах от становой квартиры во владельческом селе Кукморе (Таишевский Завод). В деревне, в 51 дворе жили 314 человек (158 мужчин и 156 женщин), была мечеть (в 1919 г. сгорела, в 1928 г. отстроена заново, закрыта в 1937 г.).
В начале XX века здесь действовали водяная мельница, 2 мелочные лавки. В этот период земельный надел сельской общины составлял 850,3 десятины. 
До 1920 года деревня входила в Елышевскую волость Мамадышского уезда Казанской губернии. С 1920 года в составе Мамадышского кантона Татарской АССР. С 10.08.1930 года в Сабинском районе.
В 1930-е годы в деревне организован колхоз «Кызыл йолдыз», в 1939 году объединён с колхозами «Эшчэн» (село Казанче-Бигеней) и «Марс» (село Сатышево) в колхоз «Молотов» (центральная усадьба – село Сатышево), в 1960 году переименован в колхоз «Марс».
В 1990 году деревня совместно с селом Казанче-Бигеней выделяется в самостоятельный колхоз «Бигеней» (деревня – центральная усадьба), в 2000 году вновь присоединён к колхозу «Марс».

## Население
| 1782 | 1859 | 1897 | 1908 | 1926 | 1938 | 1949 | 1970 | 1979 | 1989 | 2002 | 2010 | 2020 |
| ---- | ---- | ---- | ---- | ---- | ---- | ---- | ---- | ---- | ---- | ---- | ---- | ---- |
| 62   | 314  | 480  | 515  | 415  | 460  | 370  | 238  | 248  | 198  | 204  | 196  | 177  |

Национальный состав
Согласно результатам переписи 2002 года, в национальной структуре населения села татары составляли 100% из 204 человек.

## Экономика
Деревня входит в состав филиала №1 Сатышево общества с ограниченной ответственностью «Саба». Жители занимаются преимущественно растениеводством, животноводством.

## Инфраструктура
В деревне действуют детский сад «Ромашка» (с 1989 г.), дом культуры (здание построено в 1964 г.), фельдшерско-акушерский пункт, библиотека. В деревне 3 улицы. На южной окраине села находится кладбище.

## Религия
Мечеть (с 2003 г.).